# 2012年夏季残疾人奥林匹克运动会朝鲜代表团
北韓僅派出一人參與2012年8月29日至9月9日在英國首都倫敦舉行的夏季殘奧會。這是北韓首次參加這運動會。最終，該國並沒有取得任何獎牌。

## 背景
北韓在2012年3月加入國際傷殘奧林匹克委員會，因而取得殘奧會的參賽資格。起初，北韓本打算派出6名運動員參與田徑、游泳和乒乓球3個項目。然而，由於時間問題，北韓最終只能派出一名男子泳手林柱成參加男子S6級50米自由泳的賽事。據報，英國駐平壤大使館和非牟利組織绿荫树分別為林柱成和北韓其他的殘障運動員提供資金和體育器材。

## 游泳
男子
| 運動員 | 項目           | 初賽  | 初賽 | 決賽     | 決賽     |
| 運動員 | 項目           | 時間  | 排名 | 時間     | 排名     |
| ------ | -------------- | ----- | ---- | -------- | -------- |
| 林柱成 | S6級50米自由泳 | 47.87 | 17   | 未能出線 | 未能出線 |

## 資料來源
1. ↑  "Paralympics: North Korea's Disabled Come in From the Cold" Archive.today的存檔，存档日期2013-02-04, Agence France-Presse, 28 August 2012
2. ↑  .   [2013-09-19]. （原始内容存档于2013-12-27）.
3. 1 2 3  .   [2013-09-19]. （原始内容存档于2018-10-06）.
4. ↑  .   [2013-09-19]. （原始内容存档于2013-12-27）.